# Battaglia di Sirmio
La battaglia di Sirmio o battaglia di Zemun (in ungherese Zimonyi csata) fu combattuta l'8 luglio 1167 tra gli eserciti dell'Impero bizantino e del Regno di Ungheria, concludendosi con una vittoria del primo schieramento che costrinse la controparte ad accettare la pace alle condizioni dettate da Costantinopoli.

## Contesto storico

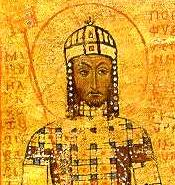
L'imperatore bizantino Manuele I Comneno

Negli anni fra il 1150 ed il 1160, il Regno d'Ungheria aveva allargato i propri confini ed era giunto a puntare all'annessione della Dalmazia e della Croazia. Queste mire espansionistiche degli ungheresi si scontrarono con gli interessi dell'Impero bizantino, che considerava questa espansione pericolosa per il proprio predominio nei Balcani, e con quelli della Repubblica di Venezia (ormai confinante con il regno ungherese), che considerava la Dalmazia una zona di proprio interesse esclusivo.
I bizantini intervennero quindi pesantemente nella politica ungherese, sia militarmente che fomentando ribellioni dinastiche. Tuttavia l'imperatore Manuele I Comneno cercò di evitare uno scontro totale attraverso un accomodamento dinastico che avrebbero potuto portare all'unione dell'Ungheria e dell'Impero: Bela, fratello minore del re Stefano III d'Ungheria fu allevato a Costantinopoli e destinato a sposare la figlia primogenita (ed erede) di Manuele I. Tuttavia, nel 1167 Stefano III rifiutò sia di consegnare ai bizantini i territori del ducato di Dalmazia (nominalmente soggetto a Bela), sia di nominare Bela proprio
erede, provocando una nuova guerra.

## La battaglia
Nel 1167 Manuele, che versava in pessime condizioni di salute, affidò il comando delle operazioni in Ungheria al megaduca Andronico Contostefano, con l'ordine di spingere il nemico a dare battaglia. I due contingenti si avvistarono reciprocamente sulle rive del fiume Sava, vicino all'antica città di Sirmio e nella pianura della Pannonia. Il più completo resoconto relativo alla battaglia che ne seguì si deve a Giovanni Cinnamo. 

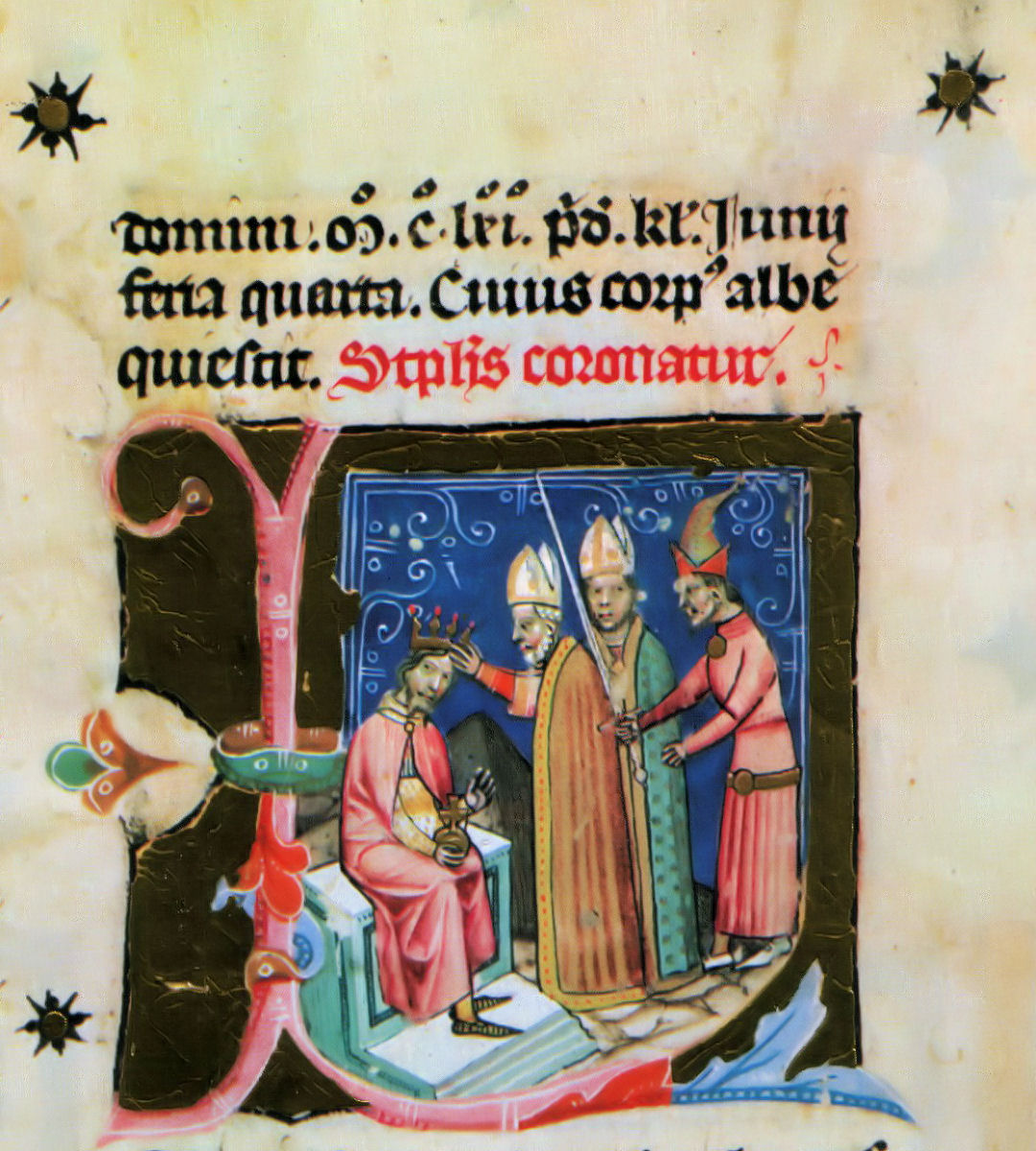
Incoronazione di Stefano III d'Ungheria. Miniatura tratta dalla Chronica Picta

L'esercito bizantino era composto per un terzo da unità straniere e per due terzi da guerrieri provenienti dal territorio dell'impero. Secondo Giovanni Cinnamo, parteciparono alla battaglia Turchi, Cumani, guardie variaghe, mercenari italiani nel ruolo di lancieri provenienti dalla Lombardia, fanti e cavalieri serbi, mercenari tedeschi e anche alcuni cavalieri mercenari occidentali. Le armate erano schierate in tre divisioni, come di consueto, a una certa distanza dal fiume Sava, che scorreva alle loro spalle. La linea di battaglia principale era protetta da una serie di arcieri a cavallo di etnia turca e cumana, e da alcuni cavalieri mercenari occidentali, che costituivano l'avanguardia dell'esercito. Il troncone centrale, che aveva costituito la retroguardia durante la marcia, era comandato dallo stesso Contostefano e consisteva nelle unità delle guardie imperiali, tra cui quelle variaghe e gli Hetaireiai, ovvero i mercenari lombardi (probabilmente lancieri) e un gruppo di 500 fanti corazzati serbi. Insolitamente, Contostefano aveva sotto il suo comando anche le truppe più fedeli all'imperatore (gli oikeoi o truppe domestiche).
L'ala sinistra, che era stata la seconda divisione in marcia, era composta da unità regolari bizantine e alleate schierate in quattro tassiarchi o "brigate" sotto Demetrio e Giorgio Branas, Taticio Aspiete e Kogh Vasil. Sulla destra, la terza divisione schierata sul campo, si trovavano le unità bizantine d'élite e i mercenari tedeschi, insieme ad alcuni guerrieri turchi. Questa divisione era comandata dal chartoularios Andronico Laparda e, probabilmente, Giovanni Contostefano, fratello del megaduca. Nei pressi di ciascuno dei tre schieramenti, com'era prassi per i Bizantini, trovavano sede coloro che coprivano i fianchi o che aggiravano il nemico attaccandone all'occorrenza le retrovie (indicati nei trattati militari di epoca precedente come prokoursatores sul fianco destro e defensores sul sinistro). Tre tassarchi di fanteria e arcieri, con un certo numero di Turchi pesantemente corazzati (probabilmente anch'essi fanti), erano schierati dietro al troncone centrale come forza di riserva.
Il comandante ungherese, Dénes, conte di Bàcs (chiamato Dionisio nelle fonti bizantine), dispose il suo esercito, che comprendeva anche alleati tedeschi, in tre divisioni in un'unica ampia linea di battaglia. Sebbene le fonti romee riferiscano che egli mischiava fanti e cavalieri senza distinzione, è possibile che la fanteria fosse al centro e alle sue spalle si trovasse la cavalleria, una scelta questa su cui chiaramente il comandante magiaro puntava con convinzione. Coniata descrive l'esercito ungherese come composto da cavalieri, arcieri e fanteria leggera. In realtà, gli eserciti magiari dell'epoca spesso non disponevano di fanteria e le fonti bizantine forse si riferivano ai servi e agli altri seguaci dell'accampamento identificandoli come fanteria. I soldati di prima fila della cavalleria ungherese sono descritti come pesantemente corazzati e in sella a cavalli corazzati.
Una volta iniziata la battaglia, gli arcieri a cavallo bizantini che si mossero in avanti per frapporsi e infastidire le linee avversarie e spronarle a montare una carica, prima della quale avrebbero dovuto ritirarsi. L'operazione ebbe successo e l'intera linea ungherese si slanciò in avanti. L'ala sinistra romea, ad eccezione dei contingenti guidati da Kogh Vasil e Taticio, fu immediatamente respinta e le righe furono rotte, forse per via di una finta ritirata, verso il fiume, dove tornarono rapidamente a ricostituirsi. Al centro e sulla destra bizantina, si riuscì a reggere l'urto la carica ungherese. A quel punto, il fianco destro dell'esercito bizantino contrattaccò e, contemporaneamente, anche le unità bizantine di sinistra raggruppate rientrarono nel conflitto, attaccando i magiari che erano bloccati dai due tassarchi che non si erano ritirati. Andronico Laparda guidò in quel momento un attacco alle truppe tentando di accerchiare al comandante ungherese e le fece fermare; ne seguì una mischia mortale con la cavalleria pesante bizantina che ricorse all'uso delle sue temibili mazze ferrate. L'andamento della battaglia prese a quel punto una piega decisamente favorevole per Contostefano, ragion per cui egli decise di schierare gli ultimi uomini che ancora non si erano uniti agli scontri. Avendo contrattaccato il centro, egli ordinò alla fanteria di avanzare lungo tutto il fronte, respingendo le forze ungheresi. Le divisioni nemiche cominciarono quindi a sfaldarsi e l'intero esercito ungherese si diede alla fuga.
I Bizantini catturarono il principale stendardo magiaro, che era montato su un carro trainato da buoi in uno stile simile al carroccio italiano. Anche il cavallo da guerra del conte Dénes fu preso, benché il comandante ungherese riuscì a fuggire. Molti dei magiari in fuga vennero uccisi o catturati da una flottiglia bizantina che era stata schierata sul fiume, il quale era necessariamente da attraversare se ci si voleva mettere in salvo dai romei. Cinque alti comandanti ungheresi con il titolo di zupano furono catturati, insieme ad altri 800 soldati. Si requisirono oltre duemila armature ai morti, così come innumerevoli elmi, scudi e spade. Il giorno seguente l'esercito bizantino saccheggiò l'accampamento abbandonato del nemico.

## Conseguenze

Il mondo mediterraneo dopo la seconda crociata nel 1173

La battaglia di Sirmio coronò gli sforzi di Manuele per garantirsi i confini settentrionali, considerando che il Regno d'Ungheria chiese la pace alle condizioni bizantine e accettò la supremazia straniera sulla Bosnia, sulla Dalmazia e sulla Croazia a sud del fiume Cherca e sulla Fruška Gora. I membri della delegazione magiara accettarono inoltre di lasciare andare i prigionieri con la promessa di astenersi da nuovi combattenti, di pagare un tributo a Costantinopoli e di fornire truppe quando richiesto.
Quando nacque il figlio di Manuele, Béla fu privato del titolo di despota e della sua posizione di erede al trono imperiale. Nel 1172, Stefano III morì e Béla, con l'aiuto dell'imperatore Manuele, si impadronì del trono del Regno d'Ungheria. Béla dovette giurare che non avrebbe mai arrecato danno a Manuele e rimase fedele a Costantinopoli fino alla morte di Manuele, malgrado poi conquistò o annesse terre precedentemente detenute dai Bizantini.

### Fonti primarie
- Giovanni Cinnamo, Deeds of John and Manuel Comnenus by John Kinnamos, traduzione di Charles M. Brand, Columbia University Press, 1976, ISBN 0-231-04080-6.
- Niceta Coniata, O City of Byzantium, Annals of Niketas Choniatēs, traduzione di Harry J. Magoulias, Wayne State University Press, 1984, ISBN 978-0-8143-1764-8.

### Fonti secondarie
- (EN) John W. Birkenmeier, The Development of the Komnenian Army: 1081-1180, Leida, Brill, 2002, ISBN 90-04-11710-5.
- (EN) John Haldon, The Byzantine Wars: Battles and Campaigns of the Byzantine Era, Stroud, Tempus, 2000, ISBN 0-7524-1795-9.
- (EN) Ferenc Makk, The Árpáds and the Comneni: Political Relations between Hungary and Byzantium in the 12th century, traduzione di György Novák, Akadémiai Kiadó, 1989, ISBN 963-05-5268-X.
- Adriano Papo e Gizella Nemeth Papo, Storia e cultura dell'Ungheria: dalla preistoria del bacino carpatodanubiano all'Ungheria dei giorni nostri, Rubbettino, 2000, ISBN 978-88-72-84988-0.
- (EN) Paul Stephenson, Byzantium's Balkan Frontier: A Political Study of the Northern Balkans, 900-1204, Cambridge University Press, 2000, ISBN 978-0-521-02756-4.
- (EN) Warren Treadgold, A History of the Byzantine State and Society, Stanford, Stanford University Press, 1997, ISBN 0-8047-2630-2.